# Jan Petrus Benjamin de Josselin de Jong

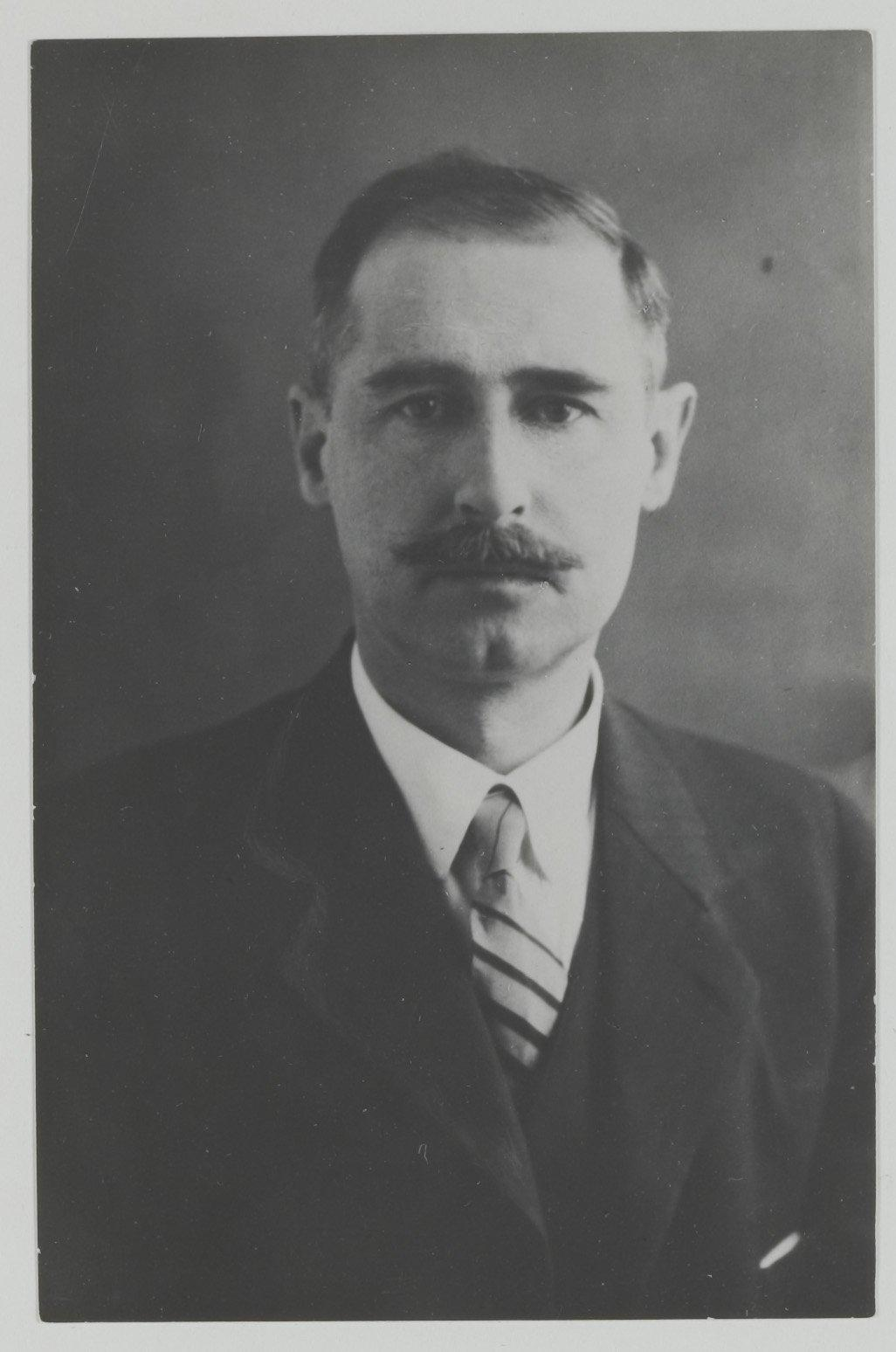
J.P.B. de Josselin de Jong (1932)

Jan Petrus Benjamin de Josselin de Jong, oft als J. P. B. de Josselin de Jong zitiert, (* 13. März 1886 in Leiden; † 15. November 1964 in Zeist) war ein niederländischer Ethnologe, spezialisiert auf Indonesien. 
Er war 1922 besonderer Professor für Kulturanthropologie an der Universität Leiden und 1935 ordentlicher Professor der Philosophie und Literatur. Vorher war er Kurator am Völkerkundemuseum in Leiden. Er gilt als Vater der modernen niederländischen Ethnologie, der sich auch in den 1940er Jahren mit den Ideen von Claude Lévi-Strauss zur strukturalen Anthropologie (kritisch) auseinandersetzte.
Er gab auch Texte der Schwarzfußindianer in Nordamerika heraus.
1956 ging er in den Ruhestand, sein Nachfolger wurde bis zu seiner Emeritierung 1987 sein Neffe Patrick Edward de Josselin de Jong (1922–1999), der bei ihm 1951 promoviert wurde. 
Seit 1921 war er Mitglied der Königlich Niederländischen Akademie der Wissenschaften.

## Schriften
- Blackfoot texts from the southern Peigans Blackfoot reservation, Teton County, Montana. (With the help of Black-Horse-Rider, collected and published with an English translation). J. Müller, Amsterdam, 1914.
- Lévi-Strauss's Theory on Kinship and Marriage. E. J. Brill, Leiden 1952.
- (Hrsg.): Unity in diversity : Indonesia as a field of anthropological study. Foris Publications, Dordrecht, Cinnaminson 1984, ISBN 90-6765-063-3.
- Het huidige Negerhollandsch (teksten en woordenlijst). Danish-Dutch Archaeological Expedition to the Antilles, 1922–1923. Amsterdam, 1926.
- Les danses des Piegan. 1912. Aus dem Niederländischen übersetzt 2004, ISBN 2-9522532-0-X.
- De Couvade. Amsterdam, 1922.
- JPB de Josselin de Jong et l'anthropologie structurale. Spezialnummer zu Josselin de Jong der Zeitschrift Deshima. Université de Strasbourg, Herausgeber: Thomas Beaufils, 2009, ISBN 978-2-35410-015-5.